# Cascades Wangi
Les cascades Wangi són unes cascades segmentades del rierol Wangi situades dins del Parc Nacional Litchfield, al Territori del Nord d'Austràlia.

## Localització i característiques
L'aigua cau des d'una elevació de 72 m sobre el nivell del mar a través d'una sèrie de nivells segmentats que oscil·len entre 41-52 m. S'hi accedeix per un camí tancat. Les cascades es troben a prop del límit oest del parc, aproximadament a 80 km al sud de Darwin.
El gorg a la base de les cascades és un lloc popular de natació, tot i que sovint es tanca després de pluges importants a causa dels albiraments de cocodrils a la zona.

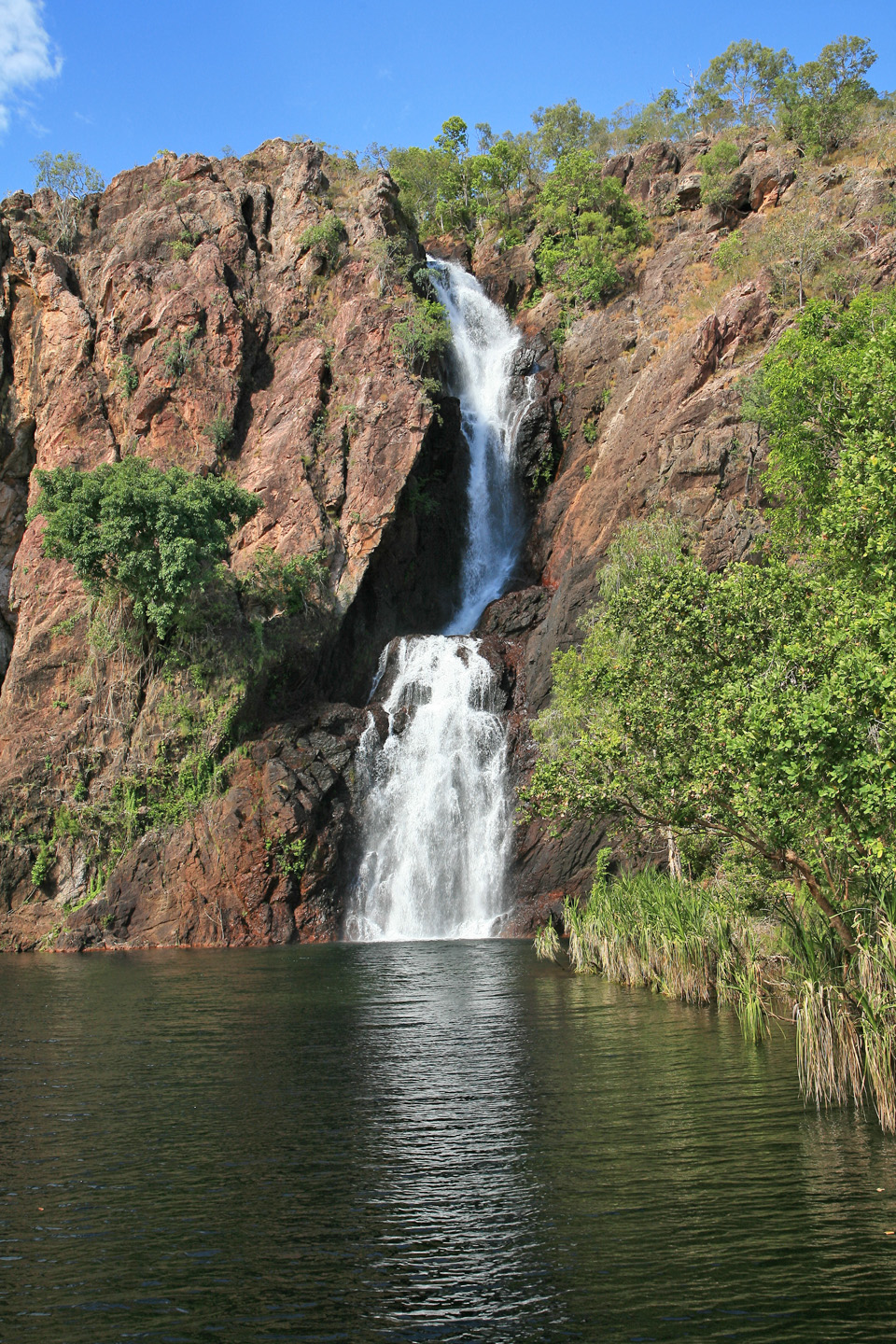
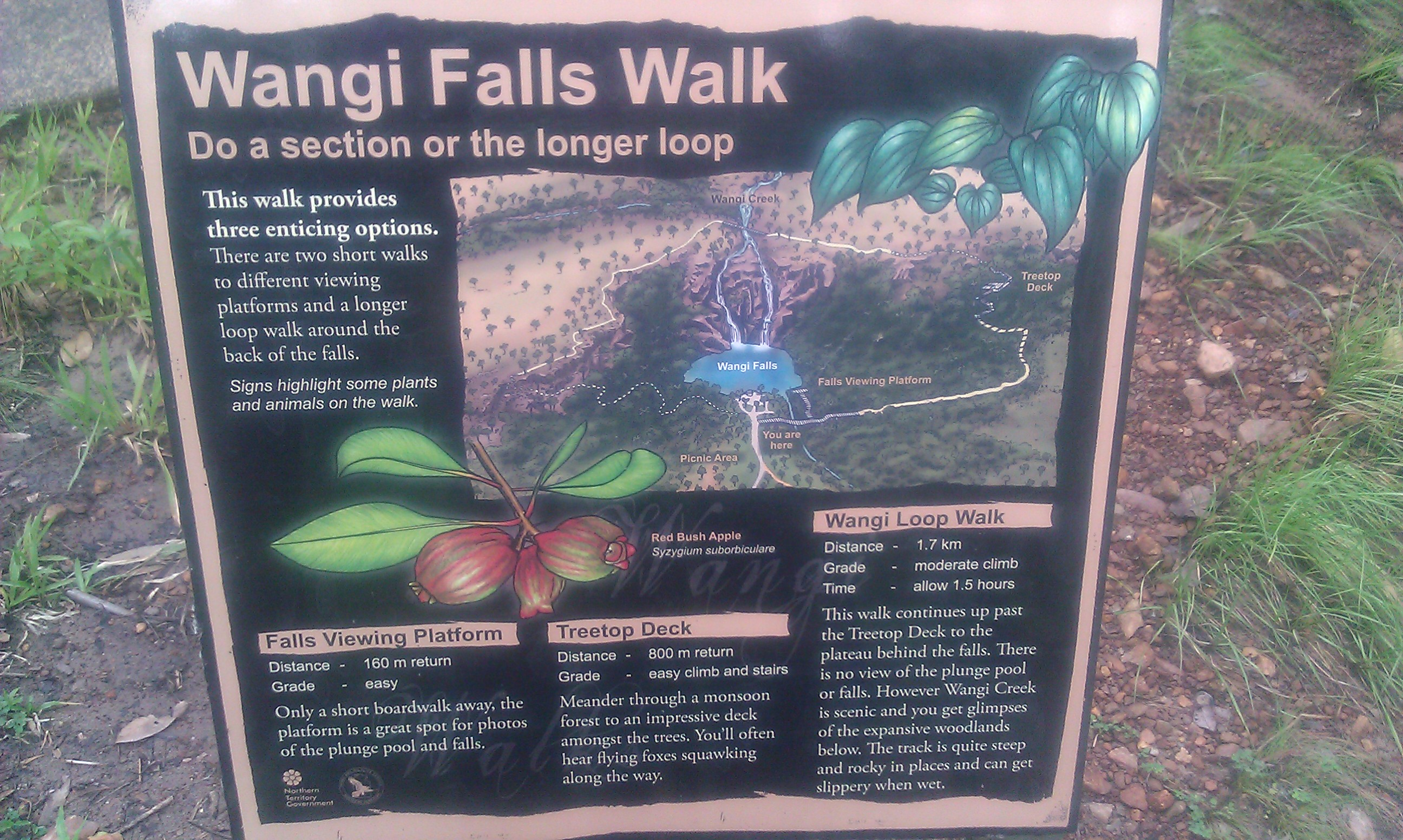
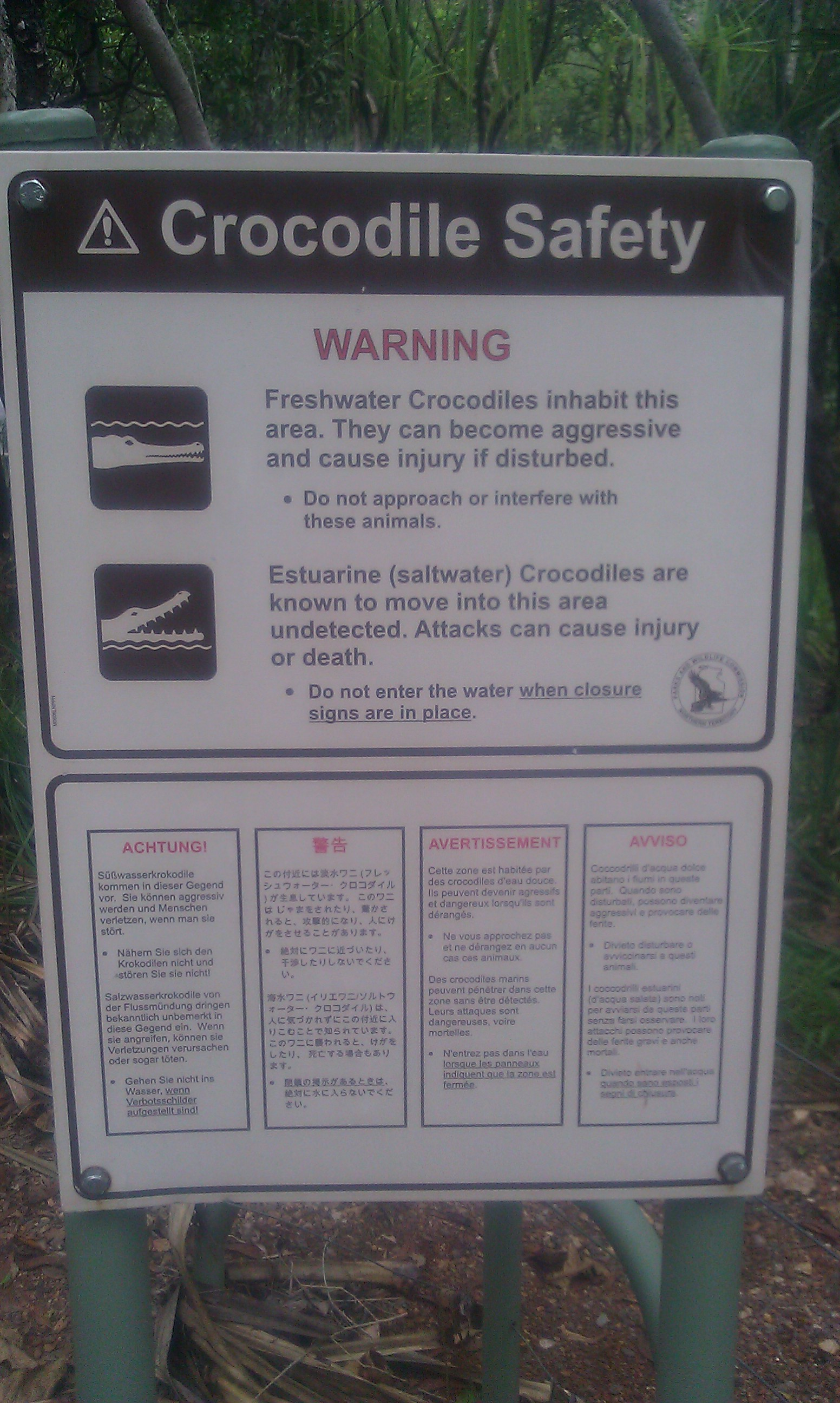
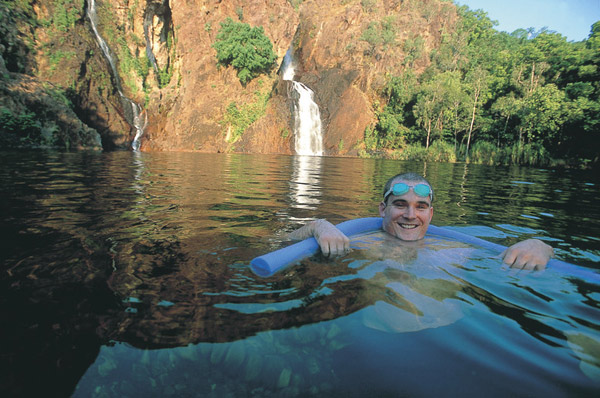